# Надморска височина
Надморска височина (н.в.), наричана още абсолютна височина, кота, ортометрична височина, е вертикалното разстояние между дадена точка на земната повърхност и нивото на моретата и океаните. Измерва се в метри (означение m), като по-високите точки (например върховете на планините) имат по-голяма надморска височина. Най-високата точка на планетата Земя, считано от надморската височина, е връх Еверест в Хималаите, който е с височина 8848 m.
Частите от земната повърхност, които са разположени под морското ниво, имат отрицателна надморска височина и се наричат депресии. Най-дълбоката депресия в света е Мъртво море (–430 m н.в. към есента на 2015 г.). Някои депресии са запълнени с вода (Каспийско море), а други са сухи (Турфанската падина в Централна Азия). Съществуват и езера, чиито брегове са над морското равнище, но най-дълбоката им част е под него. Наричат се криптодепресии.

## Изчисляване
Изчисляването на надморската височина се свежда до разликата между базово ниво (морско равнище) и точката, на която искаме да измерим кота спрямо това ниво.
Къде точно би било нивото на морето, зависи от приетата форма на Земята: елипсоид, геоцентричен елипсоид, квазигеоид или геоид и откъде се взима нулата.
Различните държави използват различни дефиниции и различни нива на височината.
Повечето карти в България са по Балтийската височинна (вертикална) система. Правен е опит с Постановление 154 от 04.06.2001 г. да се внедри „Българска геодезическа система 2000“.
За следене на морското ниво и използването му за геодезически нужди на брега на Черно море има изградена т. нар. пегелна станция.
Геодезистите очакват официално да се премине към Европейската геодезическа референтна система (EUREF), която е дефинирана точно по Световната геодезическа система GRS80.
С развитието на технологиите са се появили нови методи. Например благодарение на авиацията са се появили методи, базирани на фотограметрията, които позволяват да се определи косвено височината с точност от няколко метра без необходимост да се прави измерване.
Някои спътници като STRM (Shuttle Radar Topography Mission) Архив на оригинала от 2012-09-17 в Wayback Machine. предоставят карта на цялата планета, но с точност от няколкостотин метра до няколко километра.

## Карта на света с точност 1 km
Тази карта е направена благодарение на данните от GTOPO30, които описват надморската височина на Земята. Картата използва цветове и сенки вместо контурни линии, които да покажат надморското равнище.
| N60-90, W150-180 | N60-90, W120-150 | N60-90, W90-120 | N60-90, W60-90 | N60-90, W30-60 | N60-90, W0-30 | N60-90, E0-30 | N60-90, E30-60 | N60-90, E60-90 | N60-90, E90-120 | N60-90, E120-150 | N60-90, E150-180 |
| N30-60, W150-180 | N30-60, W120-150 | N30-60, W90-120 | N30-60, W60-90 | N30-60, W30-60 | N30-60, W0-30 | N30-60, E0-30 | N30-60, E30-60 | N30-60, E60-90 | N30-60, E90-120 | N30-60, E120-150 | N30-60, E150-180 |
| N0-30, W150-180 | N0-30, W120-150  | N0-30, W90-120  | N0-30, W60-90  | N0-30, W30-60  | N0-60, W0-30  | N0-60, E0-30  | N0-60, E30-60  | N0-60, E60-90  | N0-60, E90-120  | N0-60, E120-150  | N0-60, E150-180  |
| S0-30, W150-180 | S0-30, W120-150  | S0-30, W90-120  | S0-30, W60-90  | S0-30, W30-60  | S0-30, W0-30  | S0-30, E0-30  | S0-30, E30-60  | S0-30, E60-90  | S0-30, E90-120  | S0-30, E120-150  | S0-30, E150-180  |
| S30-60, W150 | S30-60, W120     | S30-60, W90-120 | S30-60, W60-90 | S30-60, W30-60 | S30-60, W0-30 | S30-60, E0-30 | S30-60, E30-60 | S30-60, E60-90 | S30-60, E90-120 | S30-60, E120-150 | S30-60, E150-180 |
| S60-90, W150-180 | S60-90, W120-150 | S60-90, W90-120 | S60-90, W60-90 | S60-90, W30-60 | S60-90, W0-30 | S60-90, E0-30 | S60-90, E30-60 | S60-90, E60-90 | S60-90, E90-120 | S60-90, E120-150 | S60-90, E150-180 |
| Всяка плочка е с разделителна способност от 1800 × 1800 пиксела (средната големина на един файл е 1 MB, 60 пиксела = 1 градус, 1 пиксел = 1 минута) |                  |                 |                |                |               |               |                |                |                 |                  |                  |